# JBL
JBL és una companyia d'àudio i electrònica nord-americana sota el comandament de Harman International Industries que es va fundar a 1946 per James Bullough Lansing.
Els seus principals productes són altaveus i qualsevol tipus de electrònics associats. Existeixen 2 divisions independents dins de la companyia; JBL CONSUMER (productes per a la llar) i JBL PROFESSIONAL (productes per a àudio professionals). A el principi només es produïen equips d'àudio per a la llar, però després es van començar a produir productes per a estudi, equip portàtil, so per a viatge, i productes de cinematografia.
James B. Lansing va fundar JBL un any després de deixar la companyia Altec Lansing en on exercia el càrrec de vicepresident d'enginyeria el 1945. Inicialment dissenyava sèries de botzines i components que eren principalment per a ús casolà. Un dels seus principals components era el D130; un altaveu de 15 "i bobina de 4", la qual en les seves variants se segueix produint 55 anys després.
James Lansing era un destacat i innovador enginyer, però no era bo pels negocis, com a resultat dels negocis i una vida trencada es va suïcidar el 29 de setembre de 1949. La companyia va quedar en mans de Bill Thomas, el vicepresident de JBL Llavors. Thomas va ser el responsable de revitalitzar l'empresa i tenir un període d'aixecament durant les següents dues dècades. Durant aquell temps, JBL va guanyar molta reputació pèls Seus productes de Molt bona calidad. Dos dels productes d'aquesta època, el Hartsfield i el Paragon, són Molt desitjats pèls Grans col·leccionistes.
El 1969, Bill Thomas Va vendre JBL a Jervis Corporation (després cridada Harman International) dirigida pel doctor Sidney Harman. Els anys setanta van veure a JBL convertir-se en una empresa de classe mundial, iniciant amb el famós L-100 que ha estat el model d'altaveu més venut per qualsevol companyia fins a la data. Els anys 70 també van veure una major expansió de JBL en el camp de l'àudio professional a partir dels seus monitors per a estudi de gravació. A la fin d'aquesta dècada la majoria dels estudi de gravació als Estats Units usaven els monitors JBL, més que els de tota la competència junta. els JBL L-100 i 4310 monitors amb control van ser els principals components d'un equip d'àudio casolà. en els anys 80 el L-100, 4312 i altres productes van ser renovats amb uns drivers de làmina per als mitjans i els greus i un agut amb un diafragma de titani. Aquests altaveus casolans van ser traslladades a sistema d'àudio professional canviant únicament la forma de les caixes perquè funcionessin millor.
JBL s'usa en els vehicles de la companyia Ford i és un dels millors sistemes de car-àudio, similar a Chrysler amb Infinity (àudio), i Nissan amb Bose Corporation. Avui en dia, Toyota fa servir sistemes JBL en els seus productes de línia.
Actualment JBL es considera la millor indústria en equips de so, fabricant tot tipus de botzines, altaveus petits i grans, trompetes etc. Els seus altaveus són molt utilitzats en el món del tunning car, proporcionant so a milers de persones.